# Karina Milei
Karina Elizabeth Milei (Buenos Aires, 28 de marzo de 1973) es una política y relacionista pública argentina, que se desempeña como secretaria general de la Presidencia desde el 10 de diciembre de 2023, siendo la primera mujer en ocupar dicho cargo. Fue jefe de campaña de la alianza electoral La Libertad Avanza en las elecciones de 2023 que obtuvo la elección de su hermano Javier Milei como presidente de la Nación y lidera la organización del partido La Libertad Avanza fundado en 2024.
Ha sido identificada como la persona de mayor influencia política y personal de su hermano, quien se refiere a ella como "el jefe". Por otro lado, en más de una ocasión ha oficiado protocolarmente como primera dama.

## Biografía
Es hija de Norberto Horacio Milei, un empresario del transporte de pasajeros, y Alicia Luján Lucich, ama de casa. Fue criada junto a su hermano mayor Javier Milei en el barrio Villa Devoto, en Buenos Aires. Realizó sus estudios primarios y secundarios en el colegio Cardenal Copello, ubicado en el mismo barrio. De acuerdo con El País, Karina Milei desarrolló una estrecha relación con su hermano desde la niñez, derivada principalmente de los supuestos maltratos verbales y psicológicos hacia Javier por parte de su padre con la omisión de su madre, sufriendo también acoso escolar. BBC la calificó como «su protectora en la infancia», al respecto de su relación con su hermano.
Milei egresó de la Universidad Argentina de la Empresa como licenciada en relaciones públicas. También estudió marketing y comunicación en la Universidad de Belgrano. Además cursó alta repostería, y tuvo un emprendimiento de tortas. Entre sus actividades también se encontraba la lectura de tarot. Es artista de cuadros de estilo bricolaje: soles y lunas, siluetas de madera, canastos.
Antes de ingresar a la política, Karina Milei era dueña de un taller de reparación de neumáticos y manejaba las finanzas y bienes de su hermano cuando éste se desempeñaba como economista y conferencista.
También manejó una Sociedad familiar, Alkary Investments LLC, en Miami que compró propiedades.

## Carrera política

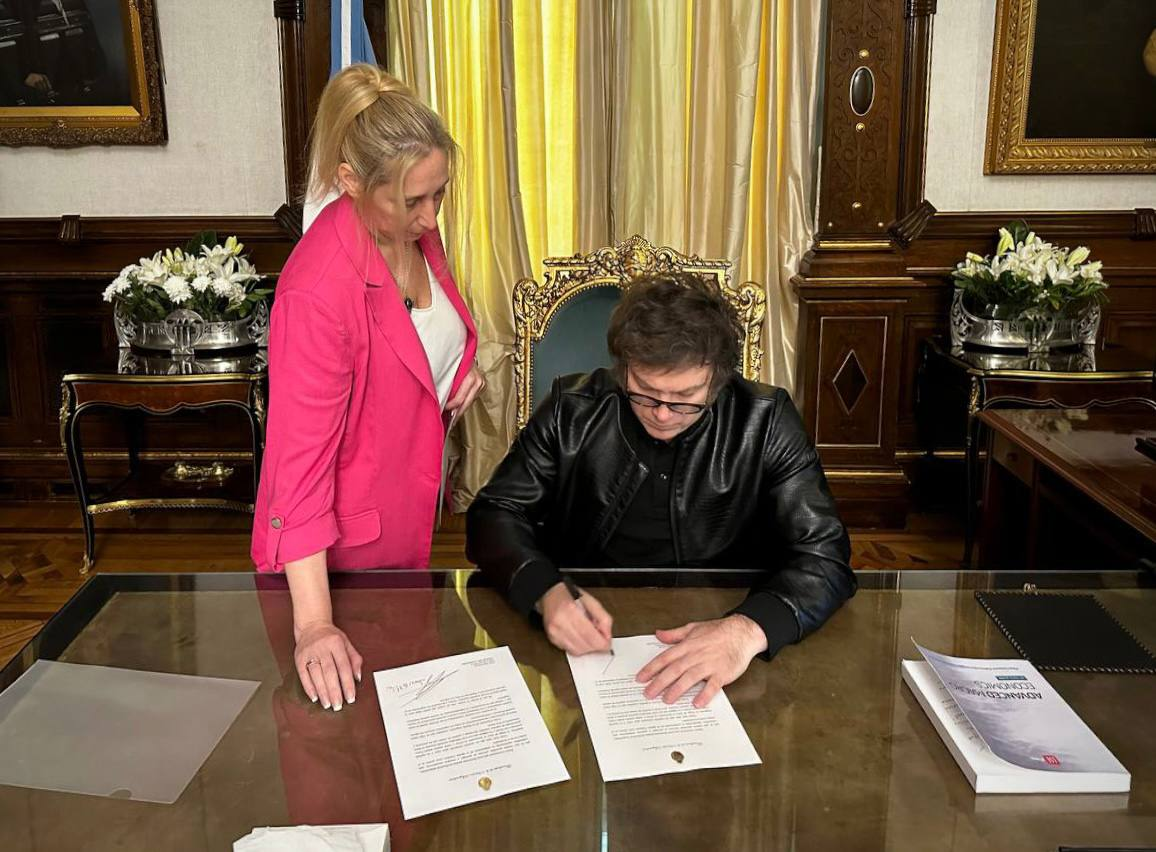
Karina junto a su hermano Javier Milei redactando una carta para el Papa Francisco en enero de 2024.

Milei se convirtió en la principal asesora de su hermano desde que incursionó en política para postularse a diputado en las elecciones legislativas de 2021. Desde entonces se encarga de la agenda personal y política de Javier Milei, siendo la responsable de su comunicación, su imagen, su agenda, la administración de sus bienes, e incluso de gestionar quiénes conformaban su seguridad personal.
Desde que Javier Milei declaró su candidatura presidencial, ella se convirtió en su jefa de campaña, así como apoderada legal del espacio político La Libertad Avanza. El propio candidato ha hecho público el alto nivel de influencia y decisión que tiene Karina Milei dentro de la campaña presidencial, a quien él mismo apoda «el jefe» o «el mesías». En la campaña fue responsable de las negociaciones con Mauricio Macri y su coalición Juntos por el Cambio tras la primera vuelta. Luego de la victoria electoral de Javier Milei, coordinó junto a Diana Mondino, Nicolás Posse y Guillermo Francos la transición de mando con el gobierno saliente de Alberto Fernández.

### Secretaria general de la Presidencia
El 10 de diciembre de 2023 es designada por su hermano como secretaria general de la Presidencia de la Nación, siendo la primera mujer en ocupar dicho cargo. Dicha designación requirió la modificación del Decreto 93/2018, que prohibía que familiares directos del presidente ocupen cargos públicos de aquella relevancia.

## Controversias

### Sobornos por parte de Kelsier Ventures y denuncia
El 14 de febrero de 2025, la empresa panameña KIP creó el token «$LIBRA», sin publicitar el acto, como parte de un proyecto denominado «Viva La Libertad». A las 19:01 hora argentina, Milei fue la primera persona en recomendar y publicar información sobre la criptomoneda $LIBRA a través de sus cuentas oficiales en Instagram, X y Facebook, con un posteo promocionando el proyecto y la criptomoneda $LIBRA en la plataforma Solana, incluyendo la dirección del contrato para comprar la criptomoneda recién lanzada, dejando el posteo fijado en su perfil. A su promoción se sumaron publicaciones de apoyo de miembros del gobierno como Martín Menem y José Luis Espert y personalidades como el Gordo Dan. Inmediatamente después de la publicación de Milei, $LIBRA comenzó a cotizar en alza, aumentando en cuarenta minutos de 0.000001 dólares a valer 5.20. Los fundadores de Libra poseían el 70 % del circulante y al alcanzar cierta cotización, vendieron abruptamente sus tenencias y provocaron una caída del 85 % del valor de la cripto. Tres horas después, las nueve cuentas fundadoras de la moneda ganaron 87 millones de dólares a costa de unas 50.000 personas que compraron la moneda y vieron desaparecer su valor, en una operación con características de un tipo de fraude conocido como pump and dump.
El dueño de Kelsier, Hayden Davis, publicó un comunicado en él donde declaraba haber sido asesor del gobierno argentino, que los miembros del gobierno le habían asegurado que iban a apoyar el proyecto y en donde calificaba de abrupta la decisión del gobierno de borrar su publicación de apoyo, asegurando que los inversores de Libra se sintieron traicionados ante este suceso. Además, se filtró en el sitio CoinDesk un supuesto chat en el que Davis afirmaba "controlar" a su antojo a Javier Milei gracias a sobornos a diferentes mandatarios argentinos entre los que se encontraba la propia Karina.Sin embargo, no habría constancias de estos supuestos desembolsos, y Davis negó haber realizado pago alguno.
Debido a ello Mónica Frade y Maximiliano Ferraro la denunciaron penalmente acusada por la posible comisión de delito de cohecho, por infringir la Ley de Ética Pública y tráfico de influencias por coordinar las reuniones del Presidente con los impulsores de la estafa.
Tanto Karina Milei como su hermano siguen sin estar formalmente imputados en causas penales relacionadas al caso $Libra en Argentina. Mientras que en EEUU, el presidente se haya mencionado aunque no acusado en la demanda colectiva presentada a raíz de la maniobra. Sin embargo, las investigaciones continúan y siguen recabándose pruebas. 